# Операционни изследвания
Изследването на операции е научна дисциплина за анализ на управлението на организации и системи, и аналитичен метод за взимане на по-добри решения . Често се възприема за подполе на математиката . Терминът наука за мениджмънта може да се използва като синоним.
Техниките, които са използвани от другите математически науки са математическо моделиране, статистически анализ и математическа оптимизация, като изследването на операции може да има за цел даването на възможни решения до решаване на комплексни проблеми.
Доайенът в тази област – Хамди Таха, определя дисциплината като „научен подход за вземане на решения за управление на дадена система в условия на ограничения от технически, икономически или друг характер върху системата“. Изследването на операции почти изцяло се свързва с разрешаването на даден практически проблем от управлението на системи чрез построяването на адекватен математически модел. Поради наличието на човешки елемент в самите практически проблеми, обаче, тази дисциплина се занимава и с това как адекватно да го отчете като фактор именно когато не се поддава на математическо описание.

## Възникване
Изследването на операции възниква по време на Втората световна война във връзка с изследването на военни операции, което е възложено на видни учени от Генералния щаб на британската армия. Впоследствие намира приложение при решаване на проблеми от областта на промишленото производство, селското стопанство, транспорта, финансите, икономиката, планирането и др.